# 唐纳德·F·琼斯
唐纳德·F·琼斯（1890年4月16日—1963年6月19日）是一位美国植物遗传学家和农业育种专家，博士毕业于哈佛大学，导师爱德华·默里·伊斯特，知名于改进了杂交玉米技术，1934年当选美国文理科学院院士，1935年任美国遗传学学会会长，1939年当选美国国家科学院院士。